# Liste von Persönlichkeiten des Görres-Gymnasiums in Koblenz
Diese Liste von Persönlichkeiten des Görres-Gymnasiums in Koblenz enthält Persönlichkeiten in chronologischer Folge der Geburt, die am 1582 als Jesuitenschule unter dem Namen Gymnasium Confluentinum gegründeten Görres-Gymnasium in Koblenz als Schüler oder Lehrer gelernt oder gelehrt haben.

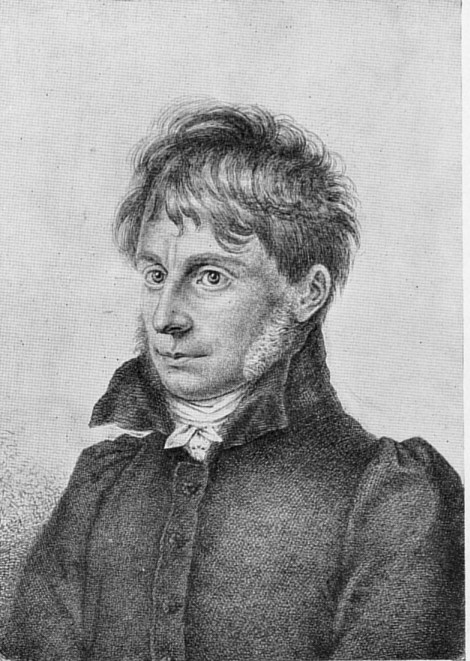
Josef Görres

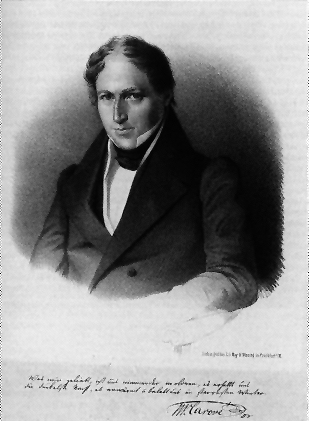
Friedrich Wilhelm Carové

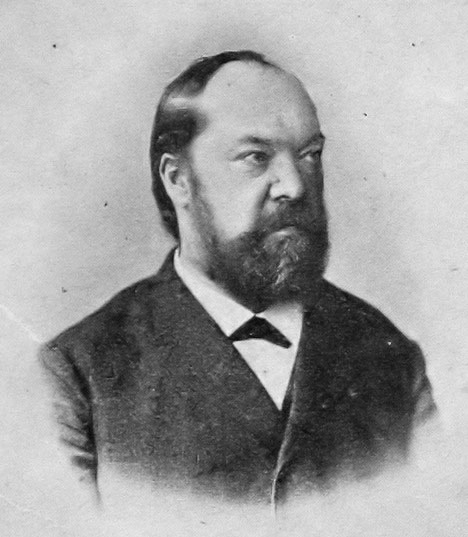
Eugen Richter

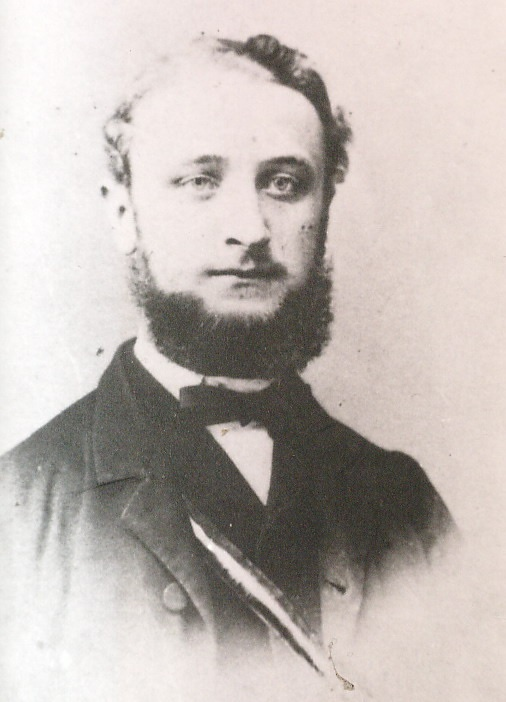
Ottomar Müller

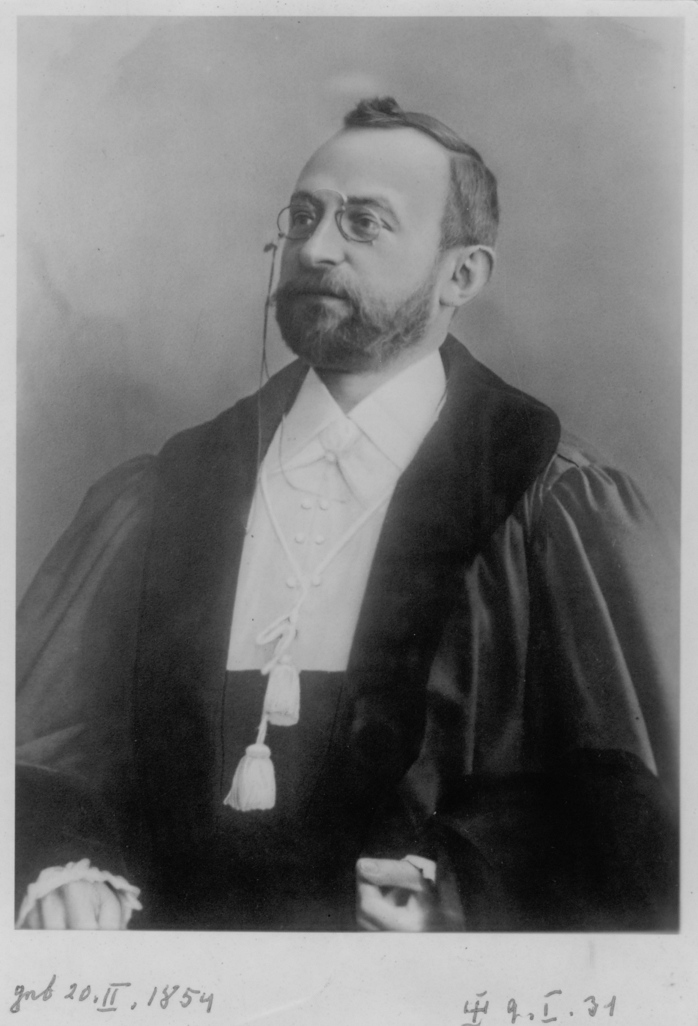
Jakob Beckenkamp

## 18. Jahrhundert
- Alexander Bertram Joseph Minola (1759–1829), Schüler und Lehrer von 1786 bis 1804
- Johann Nikolaus Becker (1773–1809), Schriftsteller und Friedensrichter
- Konrad Zick (1773–1836), Maler und Zeichenlehrer
- Johann Joseph von Görres (1776–1848), Gymnasial- und Hochschullehrer sowie katholischer Publizist, Schüler von 1786 bis 1793, Lehrer für Physik und Chemie von 1800 bis 1805, heutiger Namensgeber der Schule
- Abundius Maehler (1777–1853), 1818–1847 Oberbürgermeister von Koblenz
- Christian Friedrich Schlosser (1782–1829), Pädagoge und Publizist, Schulleiter 1818/19
- Karl Josef Ignatz Mosler (1788–1860), Maler und Kunsthistoriker
- Friedrich Wilhelm Carové (1789–1852), Jurist, Schriftsteller und Philosoph
- Wilhelm Smets (1796–1848), Schriftsteller, Journalist, Pfarrer und Mitglied der Frankfurter Nationalversammlung, Hilfslehrer von 1817 bis 1819
- Ernst Friedrich Johann Dronke (1797–1849), Pädagoge
- Carl Kalt (1793–1869), nassauischer Beamter und Abgeordneter der 2. Kammer der Landstände des Herzogtums Nassau

## 19. Jahrhundert
- Johannes Peter Müller (1801–1858), Physiologe, Meeresbiologe, vergleichender Anatom
- Johann Nikolaus von Wilmowsky (1801–1880), Domkapitular, Archäologe und Historiker im Bistum Trier
- Peter Gottlieb Eduard Puggé (1802–1836), Jurist
- Peter Kaufmann (1803–1872), Nationalökonom und Vordenker der Friedensforschung
- Jakob Lehnen (1803–1847), Stilllebenmaler der Düsseldorfer Schule
- Guido Görres (1805–1852), Schriftsteller, Sohn des Joseph Görres
- Johann Adolf Lasinsky (1808–1871), Maler von Rheinansichten
- Gustav Ilse (1821–1906), evangelischer Oberpfarrer in Saarbrücken-St.-Johann, Ehrenbürger von Saarbrücken
- Leopold von Eltester (1822–1879), Archivar und Historiker
- Ernst Dronke (1822–1891), Schriftsteller und Journalist
- Markus Hammer (1834–1901), Jurist, preußischer Landrat des Kreises Meschede
- Hermann Joseph Bender (1835–1901), Kaufmann und Politiker
- Karl von Huene (1837–1900), Politiker
- Eugen Richter (1838–1906), Politiker und Publizist
- Hermann Mosler (1838–1891), Hochschullehrer, katholischer Geistlicher und Politiker
- Ottomar Müller (1847–1921), Richter und Reichstagsabgeordneter
- Jakob Beckenkamp (1855–1931), Professor am Lehrstuhl für Mineralogie und Kristallographie der Julius-Maximilians-Universität Würzburg
- Otto Follmann (1856–1926), Geologe, Lehrer für Naturwissenschaften 1889–1923
- Johann Baptist Keune (1858–1937), Altertumsforscher
- Adolf Buehl (1860–1948), Staatsrat der Freien und Hansestadt Hamburg
- Emil Schaus (1869–1944), Archivar, Direktor des Staatsarchivs Koblenz
- Josef Zilliken (1872–1942), katholischer Priester und Teil des Widerstands gegen die nationalsozialistische Herrschaft
- Albert Maria Fuchs (1876–1944), Weihbischof in Trier
- Jakob Kneip (1881–1958), Schriftsteller und Dichter
- Karl d’Ester (1881–1960), Zeitungswissenschaftler
- Friedrich Erxleben (1883–1955), katholischer Priester und Teil des Widerstands gegen die nationalsozialistische Herrschaft
- Albert Maring (1883–1943), katholischer Priester, Jesuit und Teil des Widerstands gegen die nationalsozialistische Herrschaft
- Jakob Pley (1886–1974), Klassischer Philologe und Religionswissenschaftler, Lehrer 1928–1935
- Eugen Klee (1887–1956), Botschafter
- Hans Voss (1888–1945), Dichter
- Heinrich Metzroth (1893–1951), katholischer Weihbischof
- Carl Clemens Bücker (1895–1976), Pilot, Flugzeugkonstrukteur und Industrieller

## 20. Jahrhundert
- Hermann Müller (1902–1994), Landwirt und Politiker
- Joseph Breitbach (1903–1980), Schriftsteller, Journalist und Mäzen
- Jakob Trum (1904–1987), Bierbrauer
- Konrad Wernicke (1905–2002), Rechtsanwalt und Syndikus
- Rudolf Stark (1912–1966), Altphilologe
- Werner Eckerskorn (1919–2014), Tierarzt,  Honorarprofessor, Präsident des Internationalen Tierseuchenamtes
- Reinhard Hauschild (1921–2005), Journalist, Schriftsteller und Oberst der Bundeswehr
- Peter Ludwig (1925–1996), Industrieller und Kunstmäzen
- Hans Peter Kohns (1931–2003), Althistoriker
- Helmut Reckter (1933–2004), katholischer Bischof in Chinhoyi, Zimbabwe
- Dietrich Benner (* 1941), Erziehungswissenschaftler, seit 1. April 2009 Emeritierter Universitätsprofessor an der Humboldt-Universität
- Eike Ullmann (* 1941), Rechtswissenschaftler und ehemaliger Richter am Bundesgerichtshof
- Eberhard Schulte-Wissermann (1942–2024), Oberbürgermeister von Koblenz 1994–2010
- Henning von Boehmer (* 1943), Wirtschaftsjurist, Autor und Journalist
- Franz Dick (* 1943), Psychologe und Buchautor
- Hermann von Laer (* 1945), Ökonom
- Georg Herbert (* 1947), ehem. Vorsitzender Richter am Bundesverwaltungsgericht
- Editha Pröbstle (* 1948), Graphikerin und Bildhauerin, Lehrerin für Deutsch und Bildende Kunst bis 2010
- Harald Siebenmorgen (1949–2020), Kunsthistoriker und Museumsdirektor
- Klaus Dicke (* 1953), Politologe, ehem. Rektor der Universität Jena
- Edzard Visser (* 1954), Altphilologe, Lehrer von 1988 bis 2007, von 2001 bis 2007 Schulleiter
- Michael Antenbrink (* 1955), Bürgermeister von Flörsheim am Main[1]
- Peter Dicke (* 1956), Organist und Musikpädagoge
- Hans Jürgen Sittig (* 1957), Schriftsteller und Fotojournalist
- Sabine Sparwasser (* 1957), Diplomatin
- Jürgen Paul Schwindt (* 1961), Altphilologe
- Kolja Kleeberg (* 1964), Sterne- und Fernsehkoch
- Jörg Zeller (* 1971), Jurist, Wirtschaftsingenieur und Hochschullehrer